# Queratose

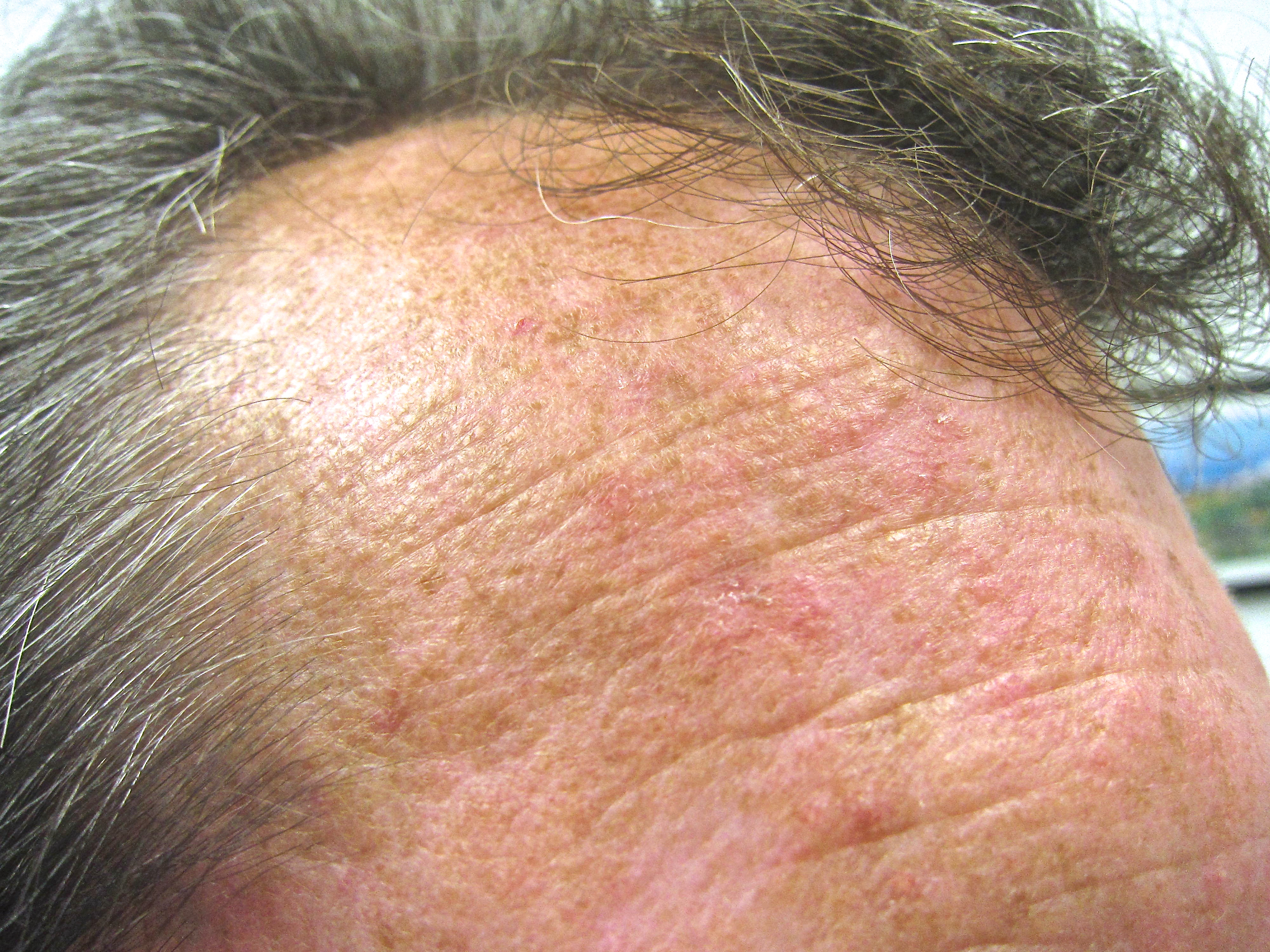
Queratose actínica

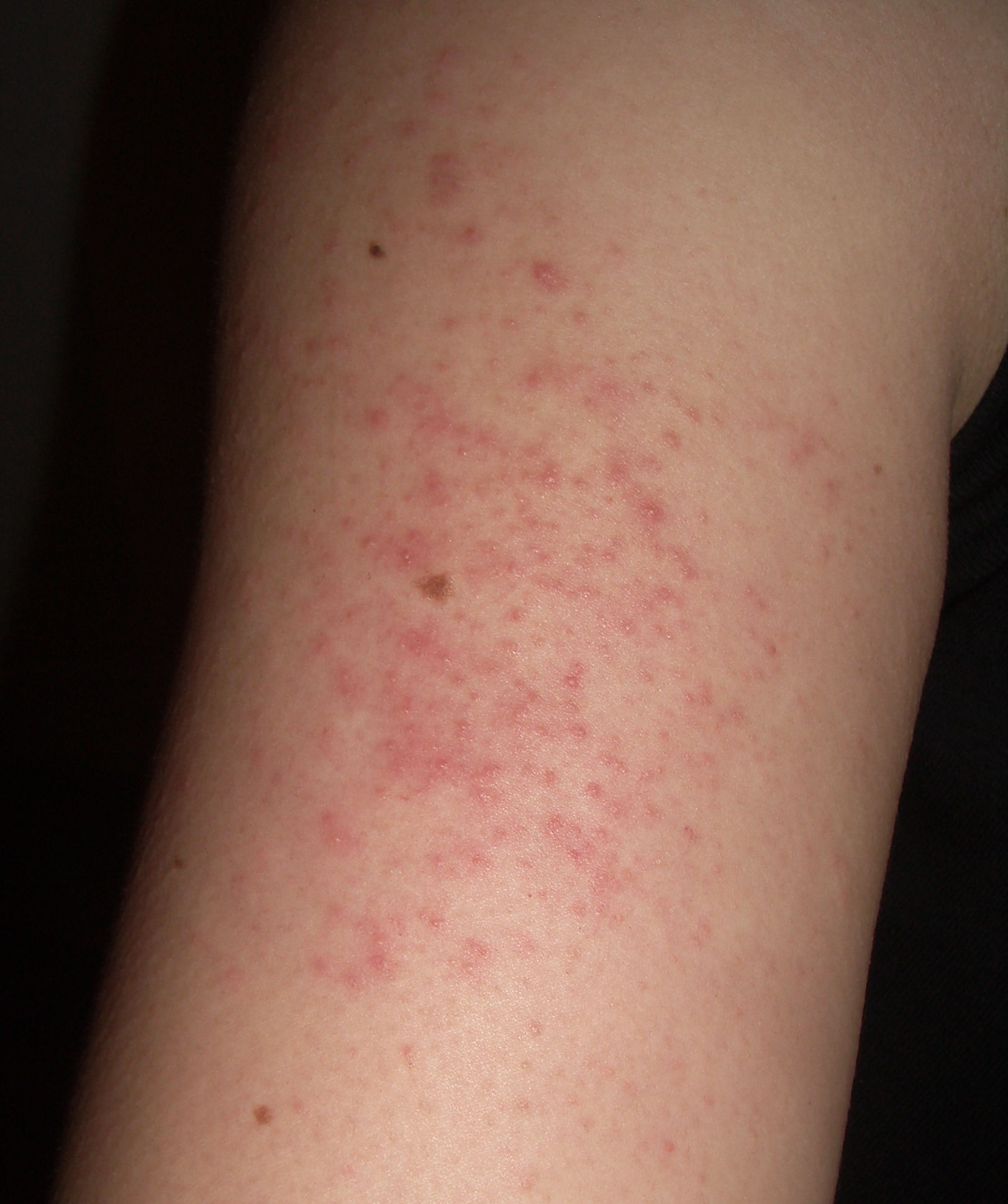
Queratose pilar

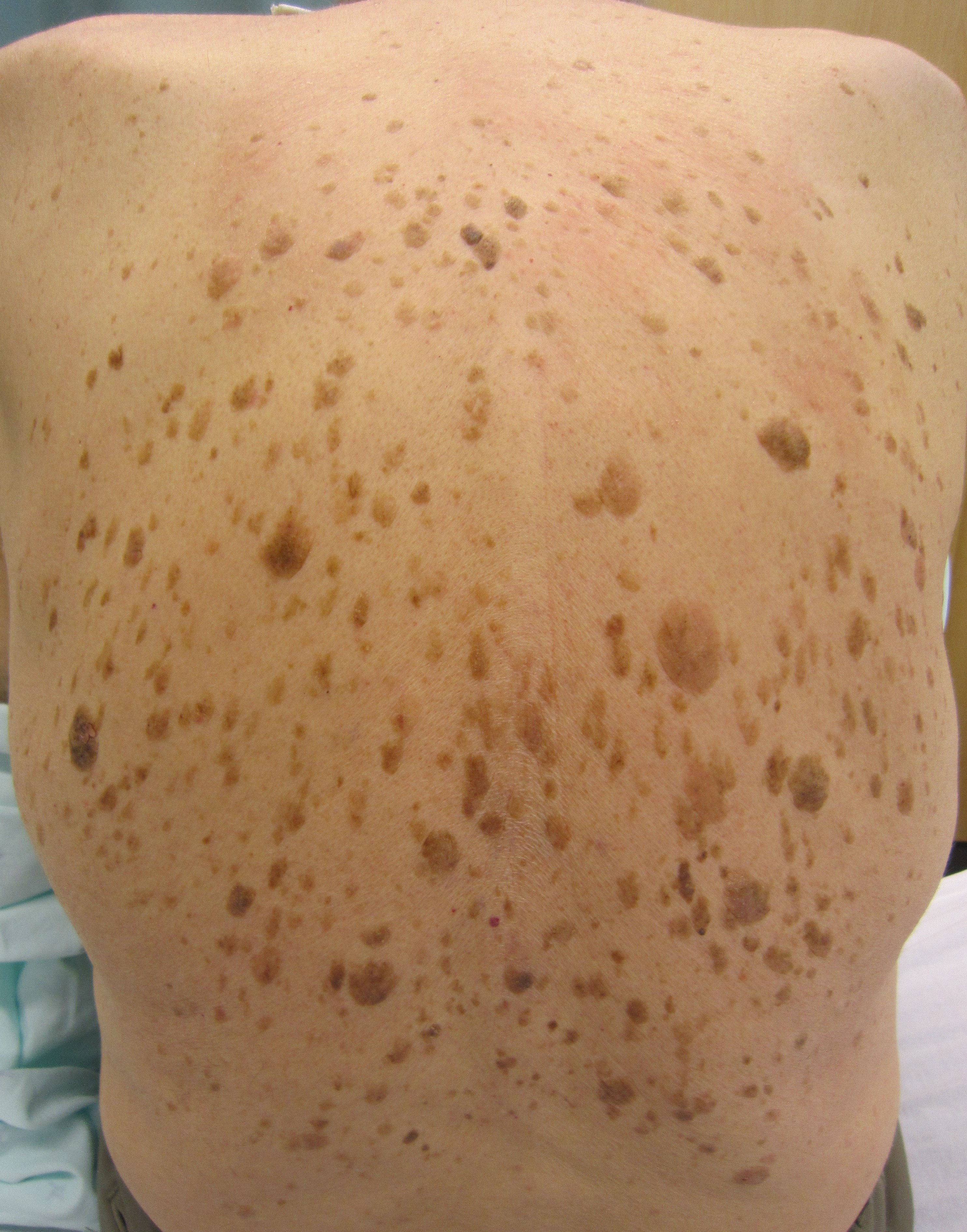
Queratose seborreica

Queratose é um crescimento anormal das células produtoras de queratina, os queratinócitos, encontradas na pele e nas mucosas, muito comuns em todo o mundo. São crostas pequenas, ásperas, com coloração anormal, indolores e geralmente não coçam e só são problema estético.

## Tipos
Os três tipos mais comuns de queratose são a actínica, a pilar e a seborreica. Outros tipos são raros.:

### Queratose actínica ou solar
São lesões causadas pela exposição a luz ultravioleta prolongada. Crostas secas, grossas, ásperas, múltiplas, descoloradas (rosadas ou bege), geralmente de 2 a 6mm. Podem desaparecer e reaparecer com o tempo. Mais comuns na face, pescoço, mãos e braços, pois são as áreas mais expostas ao sol. A maioria são benignos, porém cerca de 10% se transformam em um carcinoma de células escamosas da pele (um tipo de câncer pouco agressivo). Podem ser prevenidos com protetor solar e evitando o sol nas horas mais quentes do dia.

### Queratose pilar ou folicular
Pintas vermelhas na pele, pouco elevadas, ásperas, indolores e inofensivas. São um problema meramente cosmético e estão associados a alergias e pele seca. Presentes em quase 40% de todos os adultos e na maioria dos adolescentes, costumam desaparecer com a idade. Podem ser prevenidos com loções hidratantes e esfoliação. 
A Queratose pilar é mais comum em pessoas brancas de origem celta e em pessoas com excesso de peso.

### Queratose seborreica
Manchas marrons ou negras, ásperas, pouco elevadas, arredondadas, indolores, geralmente entre 1 e 2,5cm. Sua frequência aumenta com a idade e quando a imunidade está baixa. São sempre benignos, mas por sua aparência podem ser confundidos com papilomas e melanomas.

### Queratose por hidrocarbonetos
Lesão cutânea pré-cancerosa, parecida com uma verruga, que ocorre em pessoas que foram expostas a hidrocarbonetos aromáticos policíclicos (HAPs) por períodos prolongados como trabalhadores expostos ao alcatrão.

## Tratamento
Geralmente não precisam de tratamento, mas quando parecem um câncer ou incomodam esteticamente podem ser removidos com microcirurgia e anestesia local para biópsia. Quando confirmados que são benignos, podem ser queimados com laser (ablação por laser) ou eletricidade (eletrocauterização) ou congelados com nitrogênio líquido (criocirurgia). 